# Géza von Bolváry
Géza von Bolváry (numele întreg: Géza Maria von Bolváry-Zahn; n. 26 decembrie 1897, Budapesta - d. 11 august 1961, München) a fost un actor, scenarist și regizor maghiar, a cărui activitate a fost desfășurată preponderent în țările de limbă germană.

## Filmografie
- 1920: A tisztesség nevében - scenarist
- 1920: Kétarcú asszony - și scenarist
- 1921: Tavaszi szerelem - și scenarist
- 1922: Meseország
- 1922: Egy fiúnak a fele - și scenarist
- 1923: Mutterherz
- 1923: Der Weg zum Licht
- 1923: Wüstenrausch
- 1924: Mädchen, die man nicht heiratet
- 1924: Hochstapler wider Willen
- 1925: Die Königsgrenadiere
- 1925: Frauen, die nicht lieben dürfen
- 1925: Die Liebe der Bajadere
- 1926: Die Fürstin der Riviera
- 1926: Das deutsche Mutterherz
- 1926: Fräulein Mama
- 1927: Die Gefangene von Shanghai
- 1927: Der Geisterzug
- 1927: Artisten
- 1928: Haus Nummer 17
- 1928: Der fesche Husar
- 1929: Champagner
- 1929: The Vagabond Queen
- 1929: Der Würger
- 1929: Der Erzieher meiner Tochter
- 1929: Vater und Sohn
- 1930: Delikatessen
- 1930: Zwei Herzen im 3/4 Takt
- 1930: Ein tango für Dich
- 1930: Das Lied ist aus
- 1930: Der Herr auf Bestellung
- 1931: Die lustigen Weiber von Wien
- 1931: Der Raub der Mona Lisa
- 1931: Liebeskommando
- 1932: Ein Lied, ein Kuß, ein Mädel
- 1932: Ich will nicht wissen, wer Du bist
- 1932: Ein Mann mit Herz
- 1933: Was Frauen träumen
- 1933: Die Nacht der großen Liebe
- 1933: Das Schloß im Süden
- 1933: Skandal in Budapest
- 1933: Alles für die Frau
- 1934: Ich kenn' Dich nicht und liebe Dich
- 1934: Abschiedswalzer
- 1934: Frühjahrsparade
- 1935: Winternachtstraum
- 1935: Stradivari
- 1935: Es flüstert die Liebe
- 1936: Die Entführung
- 1936: Das Schloß in Flandern
- 1936: Mädchenpensionat
- 1936: Ernte / Die Julika
- 1936: Lumpacivagabundus
- 1937: Premiere
- 1937: Der Unwiderstehliche
- 1937: Zauber der Bohème
- 1938: Finale / Die unruhigen Mädchen
- 1938: Spiegel des Lebens
- 1938: Zwischen Strom und Steppe
- 1939: Maria Ilona
- 1939: Opernball
- 1940: Wiener G’schichten
- 1940: Traummusik
- 1940: Rosen in Tirol
- 1941: Dreimal Hochzeit
- 1942: Schicksal
- 1942: Die heimliche Gräfin
- 1943: Der dunkle Tag
- 1943: Ein Mann mit Grundsätzen?
- 1944: Schrammeln
- 1945: Die tolle Susanne
- 1946: Die Fledermaus
- 1949: Wer bist Du, den ich liebe?
- 1950: Ihre wunderbare Lüge (Addio, Mimi)
- 1950: Hochzeitsnacht im Paradies
- 1951 Ochi negri (Schwarze Augen)
- 1952: Meine Frau macht Dummheiten
- 1952: Fritz und Friederieke
- 1953: Einmal kehr’ ich wieder
- 1953: Die Tochter der Kompanie
- 1955: Ein Herz bleibt allein / Mein Leopold
- 1955: Ja, ja, die Liebe in Tirol
- 1956: Schwarzwaldmelodie
- 1956: Das Donkosakenlied
- 1956: Was die Schwalbe sang
- 1957: Hoch droben auf dem Berg
- 1957: Schön ist die Welt
- 1957: Es wird alles wieder gut
- 1958: Zwei Herzen im Mai
- 1958: Das gab's nur einmal
- 1958: Schwarzwälder Kirsch
- 1958: Hoch klingt der Radetzkymarsch
- 1958: Un cântec străbate lumea (Ein Lied geht um die Welt)